# جمعية الأدب البريدي
جمعية الأدب البريدي (1907-1918)، وهي جمعية بريطانية تهدف إلى تعزيز قضية الأدب البريدي بين هواة جمع الطوابع في وقت كان من الصعب فيهِ الحصول على معلومات حول هواية جمع طوابع البريد وكانت الكتب البريدية باهظة الثمن.

## التأسيس
عُقد أول اجتماع للجمعية في 29 أكتوبر/تشرين الأول 1907 في معهد سانت برايد بلندن، وعُيّن إدوارد ديني بيكون، الذي أصبح لاحقًا رئيسًا للجمعية الملكية لهواة جمع الطوابع في لندن، أول رئيس لها. وظل في هذا المنصب حتى عام 1914. وكان نائب الرئيس المؤسس هو ب. ت. ك. سميث، وكان السكرتير الفخري وأمين الصندوق هو ف. ج. بيبلو، وكان الأعضاء العاديون هم هـ. كلارك، وجوني جونسون، وفريد ميلفيل، وهـ. إي. ويستون.

## الأعمال والمنجزات
كان أحد أهم أعمال الجمعية هو فهرس مكتبة كروفورد، الذي كتبهُ السير إدوارد ديني بيكون، بعنوان فهرس المكتبة البريدية لإيرل كروفورد. وهو العمل الذي فاز بميدالية ذهبية كبيرة في معرض الطوابع Postwertzeichen Ausstellung في فيينا عام 1911. نُشر ملحق للفهرس في عام 1926 بواسطة PLS وملحق في طبعة مارس 1938 من مجلة لندن لهواة الطوابع، وكلاهما من تأليف إدوارد بيكون.

## المجلة
صدرت مجلة بعنوان "مجلة جمعية الأدب الطوابعي". طُبعت مائة نسخة فقط من كل عدد.

## توقف الجمعية
تم حل الجمعية في عام 1918، وعلى الرغم من محاولات إحيائها من جديد، توقفت عن العمل في عام 1929.

## اقرأ أيضا
- King-Farlow, Roland. Journal of the Philatelic Literature Society cumulative index. Volumes I-XI, 1908-1918. London: Royal Philatelic Society, 1948.